# 1972年のロッテオリオンズ
1972年のロッテオリオンズでは、1972年のロッテオリオンズの動向についてまとめる。
この年のロッテオリオンズは、大沢啓二監督の2年目（途中就任の前年を含む）のシーズンである。また、東京スタジアムを本拠地とした最後のシーズンでもある。

## 概要
前年7月より監督に就任しロッテ快進撃がきっかけとなって、当時では異例の「5年契約」を結んだ大沢啓二監督は「打つだけでは阪急や巨人には勝てない」とアルト・ロペス・榎本喜八・江藤慎一を放出し外山義明・村上公康・野村収をもらい受け、小山正明・木樽正明・成田文男の3投手を軸とした5年ぶりの「守りの野球」をかかげたが、投手陣に故障者が続出。また打線もロペスら放出の影響で前年とはうって変わって小粒になってしまい、最終的に5位と低迷。大沢監督は「5年契約」を破棄されて解任、国鉄・巨人で活躍した400勝投手の金田正一が後任となる。オフに西日本鉄道の球界撤退を受けた中村長芳オーナーは、西鉄ライオンズの球団譲渡先の紹介を担当したが見つからず、最終的に自ら「福岡野球株式会社」を設立して西鉄ライオンズを買収することになり、そのためロッテオーナーを辞職した。さらにショッキングな出来事が起きた。中村長芳に代わってオーナーに就任した重光武雄（ロッテ社長）は、11月2日に本拠地・東京スタジアムの経営者である小佐野賢治（国際興業社主）に来年の使用を交渉するも小佐野は「15億円の累積赤字」を理由に球場閉鎖を重光オーナーに通告、11月22日に東京スタジアムは正式断念、10年の幕を降ろした。そしてオリオンズは準本拠地として宮城球場を選ぶも、全国に広がる本拠地を渡り歩かざるを得ない状態になり、ここから1977年まで5年間に渡る「ジプシー・ロッテ」が始まる。

## チーム成績

### レギュラーシーズン
| 1 | 二 | 山崎裕之   |
| 2 | 右 | ジョンソン |
| 3 | 三 | 有藤通世   |
| 4 | 左 | アルトマン |
| 5 | 中 | 池辺巌     |
| 6 | 一 | 前田益穂   |
| 7 | 捕 | 醍醐猛夫   |
| 8 | 遊 | 広瀬宰     |
| 9 | 投 | 成田文男   |

| 順位 | 4月終了時 | 4月終了時 | 5月終了時 | 5月終了時 | 6月終了時 | 6月終了時 | 7月終了時 | 7月終了時 | 8月終了時 | 8月終了時 | 9月終了時 | 9月終了時 | 最終成績 | 最終成績 |
| ---- | --------- | --------- | --------- | --------- | --------- | --------- | --------- | --------- | --------- | --------- | --------- | --------- | -------- | -------- |
| 1位  | 南海      | --        | 阪急      | --        | 阪急      | --        | 阪急      | --        | 阪急      | --        | 阪急      | --        | 阪急     | --       |
| 2位  | 阪急      | 0.5       | 南海      | 3.0       | 南海      | 7.0       | 南海      | 6.5       | 南海      | 13.0      | 南海      | 13.0      | 近鉄     | 14.0     |
| 3位  | 近鉄      | 1.5       | 東映      | 4.5       | 東映      | 8.5       | 東映      | 11.5      | 東映      | 16.0      | 東映      | 15.0      | 南海     | 14.0     |
| 4位  | ロッテ    | 2.0       | 近鉄      | 7.5       | ロッテ    | 8.5       | ロッテ    | 12.5      | ロッテ    | 17.0      | 近鉄      | 15.0      | 東映     | 15.0     |
| 5位  | 東映      | 3.0       | ロッテ    | 8.5       | 近鉄      | 14.5      | 近鉄      | 13.5      | 近鉄      | 20.5      | ロッテ    | 16.0      | ロッテ   | 20.5     |
| 6位  | 西鉄      | 5.0       | 西鉄      | 12.5      | 西鉄      | 20.5      | 西鉄      | 22.0      | 西鉄      | 26.5      | 西鉄      | 31.0      | 西鉄     | 32.5     |

| 順位 | 球団             | 勝 | 敗 | 分 | 勝率  | 差   |
| 1位  | 阪急ブレーブス   | 80 | 48 | 2  | .625  | 優勝 |
| 2位  | 近鉄バファローズ | 64 | 60 | 6  | .5161 | 14.0 |
| 3位  | 南海ホークス     | 65 | 61 | 4  | .5159 | 14.0 |
| 4位  | 東映フライヤーズ | 63 | 61 | 6  | .508  | 15.0 |
| 5位  | ロッテオリオンズ | 59 | 68 | 3  | .465  | 20.5 |
| 6位  | 西鉄ライオンズ   | 47 | 80 | 3  | .370  | 32.5 |

## オールスターゲーム1972
| コーチ     | 大沢啓二 |          |            |
| ファン投票 | 山崎裕之 | 有藤通世 |            |
| 監督推薦   | 野村収   | 成田文男 | アルトマン |

- 取り消し線は出場辞退

## 表彰選手
| リーグ・リーダー |
| ---------------- |
| 受賞者なし       |

| ベストナイン                 | ベストナイン | ベストナイン |
| 選手名                       | ポジション   | 回数         |
| ---------------------------- | ------------ | ------------ |
| 有藤通世                     | 三塁手       | 4年連続4度目 |
| ダイヤモンドグラブ賞（新設） |              |              |
| 選手名                       | ポジション   | ポジション   |
| 有藤通世                     | 三塁手       | 三塁手       |
| 池辺巌                       | 外野手       | 外野手       |

## ドラフト
| 順位 | 選手名   | ポジション | 所属         | 結果 |
| ---- | -------- | ---------- | ------------ | ---- |
| 1位  | 伊達泰司 | 外野手     | 法政大学     | 入団 |
| 2位  | 三井雅晴 | 投手       | 半田商業高   | 入団 |
| 3位  | 松尾格   | 投手       | 長崎・海星高 | 入団 |
| 4位  | 佐藤博   | 投手       | 日立製作所   | 拒否 |
| 5位  | 古屋英雄 | 投手       | 日本鋼管     | 拒否 |
| 6位  | 新谷嘉孝 | 外野手     | 三重高       | 入団 |